# Pitcairnia alata
Pitcairnia alata är en gräsväxtart som beskrevs av Lyman Bradford Smith. Pitcairnia alata ingår i släktet Pitcairnia och familjen Bromeliaceae. IUCN kategoriserar arten globalt som starkt hotad. Inga underarter finns listade i Catalogue of Life.